# Seznam prezidentů Slovenska

Vlajka prezidenta Slovenska

Toto je seznam prezidentů Slovenské republiky a dalších osob vykonávajících prezidentské pravomoci.

## Slovenská republika (1939–1945)
| Poř. | Portrét    | Jméno      | V úřadě od     | V úřadě do | Předseda vlády                                   |
| ---- | ---------- | ---------- | -------------- | ---------- | ------------------------------------------------ |
| 1.   | Jozef Tiso | Jozef Tiso | 26. října 1939 | duben 1945 | Vojtech Tuka (1939–1944) Štefan Tiso (1944–1945) |

### Výkon prezidentských pravomocí
- Jozef Tiso vykonával prezidentské pravomoce ve dnech 14. března 1939 – 26. října 1939.

## Slovenská republika (od 1993)
| Poř. | Portrét         | Jméno            | V úřadě od      | V úřadě do      | Nominant | Nominant          | Předseda vlády |
| ---- | --------------- | ---------------- | --------------- | --------------- | -------- | ----------------- | --- |
| –    | úřad neobsazen  | úřad neobsazen   | 1. ledna 1993   | 1. března 1993  | –        | –                 | Vladimír Mečiar (1993–1994) Jozef Moravčík (1994–1994) Vladimír Mečiar (1994–1998)                                          |
| 1.   | Michal Kováč    | Michal Kováč     | 2. března 1993  | 2. března 1998  |          | HZDS              | Vladimír Mečiar (1993–1994) Jozef Moravčík (1994–1994) Vladimír Mečiar (1994–1998)                                          |
| –    | úřad neobsazen  | úřad neobsazen   | 3. března 1998  | 14. června 1999 | –        | –                 | Mikuláš Dzurinda (1998–2006)                                                                                                |
| 2.   | Rudolf Schuster | Rudolf Schuster  | 15. června 1999 | 15. června 2004 |          | SOP               | Mikuláš Dzurinda (1998–2006)                                                                                                |
| 3.   | Ivan Gašparovič | Ivan Gašparovič  | 15. června 2004 | 15. června 2009 |          | HZD               | Mikuláš Dzurinda (1998–2006) Robert Fico (2006–2010) Iveta Radičová (2010–2012) Robert Fico (2012–2018)                     |
| 3.   | Ivan Gašparovič | Ivan Gašparovič  | 15. června 2009 | 15. června 2014 |          | občanský kandidát | Mikuláš Dzurinda (1998–2006) Robert Fico (2006–2010) Iveta Radičová (2010–2012) Robert Fico (2012–2018)                     |
| 4.   | Andrej Kiska    | Andrej Kiska     | 15. června 2014 | 15. června 2019 |          | občanský kandidát | Robert Fico (2012–2018) Peter Pellegrini (2018–2020)                                                                        |
| 5.   | Zuzana Čaputová | Zuzana Čaputová  | 15. června 2019 | 15. června 2024 |          | PS                | Peter Pellegrini (2018–2020) Igor Matovič (2020–2021) Eduard Heger (2021–2023) Ľudovít Ódor (2023) Robert Fico (2023–dosud) |
| 6.   | Zuzana Čaputová | Peter Pellegrini | 15. června 2024 | úřadující       |          | HLAS-SD           | Robert Fico (2023–dosud) |

### Výkon prezidentských pravomocí
- Vladimír Mečiar vykonával prezidentské pravomoci ve dnech 1. ledna 1993 – 2. března 1993.
- Vladimír Mečiar vykonával prezidentské pravomoci ve dnech 2. ledna 1998 – 30. října 1998; od 14. července 1998 vykonával část prezidentských pravomocí také Ivan Gašparovič.
- Mikuláš Dzurinda a Jozef Migaš vykonávali prezidentské pravomoci ve dnech 30. října 1998 – 15. června 1999.